# Grabstein für Gabriel von Harbach und Agatha von Knöringen

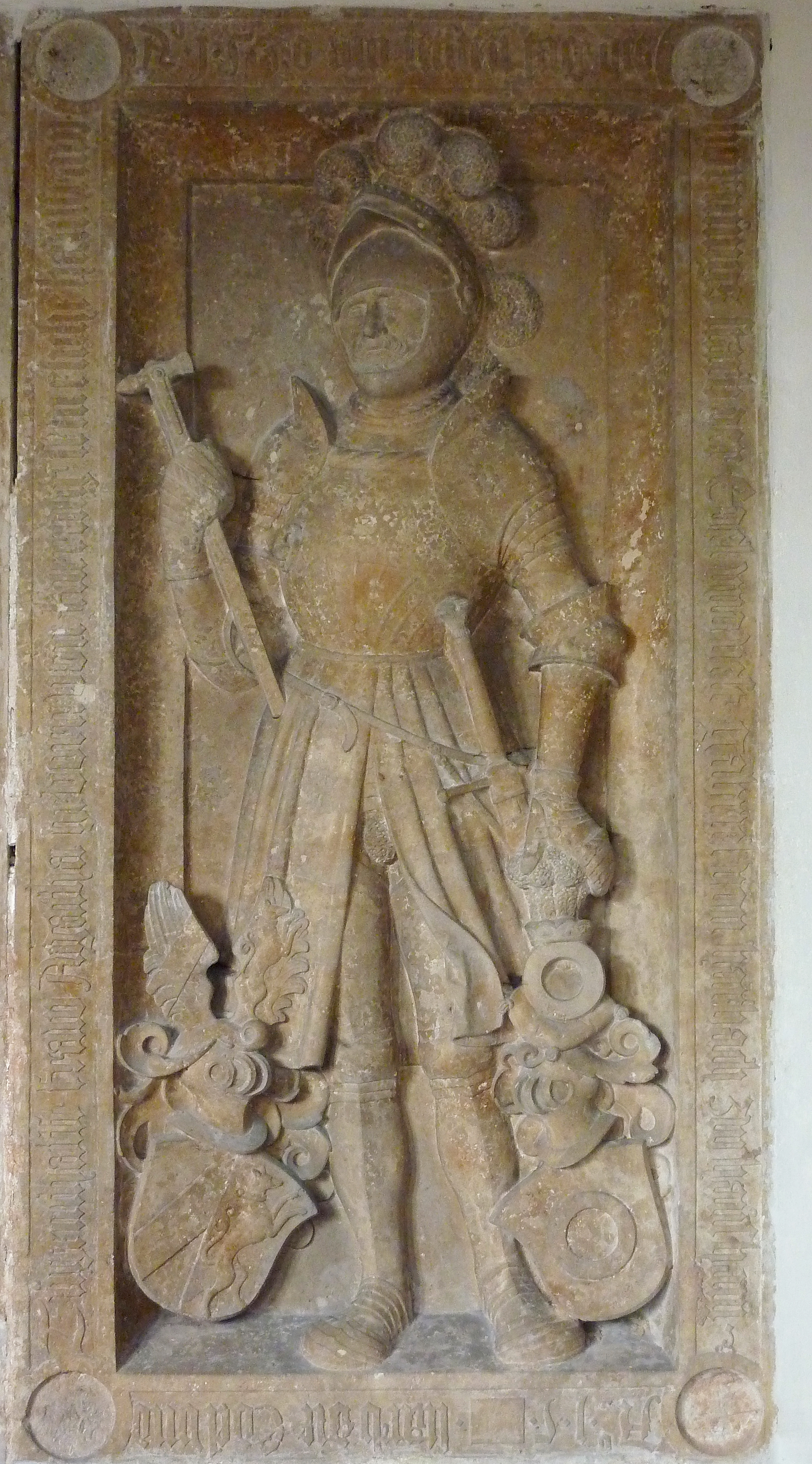
Grabstein für Gabriel von Harbach und Agatha von Knöringen in Haunsheim

Der Grabstein für Gabriel von Harbach und Agatha von Knöringen befindet sich an der Nordwand der Dreifaltigkeitskirche in Haunsheim, einer Gemeinde im Landkreis Dillingen an der Donau im bayerischen Regierungsbezirk Schwaben.
Der 1,76 Meter hohe und 0,84 Meter breite Grabstein aus Kalkstein für Gabriel von Harbach († 1530) und seine Ehefrau Agatha von Knöringen zeigt im Mittelfeld ein Reliefbild des Verstorbenen in Ritterrüstung. Zu seinen Füßen sind die Wappen der Familien Harbach und Knöringen angebracht. 

Die Umschrift lautet: 

„AO. 1530 am letzten tag des hornungs starb der Edel und vest gabriel vor harbach zw haushain – AO 15.. starb die Edel und Tugenthafft fraw Agatha geborn von knering sein eliche hausfraw.“